# نيبرا
مبرا (بالألمانية: Nebra (Unstrut)) هي بلدة ألمانية تقع في ألمانيا في ساكسونيا أنهالت. يقدر عدد سكانها بـ 3,103 نسمة .

## المدن التوأمة
مدينة بلاتلينغ هي مدينة توأمة لـمبرا.